# Theo Rossi
Theo Rossi, né le 4 juin 1975 à Staten Island dans l'État de New York, est un acteur américain.
Il est principalement connu pour son rôle de Juan Carlos « Juice » Ortiz dans Sons of Anarchy (2008-2014), Hernan « Shades » Alvarez dans Luke Cage (2016-2018) ou plus récemment du docteur Julian Rush dans The Penguin (2024).

## Biographie
Theo Rossi est né le 4 juin 1975 à Staten Island (État de New York). Il a des origines italiennes, espagnoles, syriennes et nord-africaines.
Il a étudié à l'Université d'État de New York à Albany.

### Vie privée
Il a partagé la vie de l'actrice Sarah Jones (rencontrée sur le tournage de la série Sons of Anarchy), de 2010 à 2013.  
Depuis 2013, il partage la vie de Meghan McDermott qu'il a épousée en mars 2015. Le couple a deux fils : Kane Alexander (né le 8 juin 2015) et Arlo Benjamin (né le 3 août 2017).

## Carrière
En 1999, il s'installe à Los Angeles et commence sa carrière d'acteur dans des publicités pour Nissan et McDonald's.
Depuis 2001, il fait régulièrement des apparitions dans les séries télévisées tels que Veronica Mars, Malcolm, Bones, Boston Public, Las Vegas ou encore Grey's Anatomy. 
En 2008, il joue dans le film Cloverfield. Puis, jusqu'en 2014, il interprète le rôle récurrent de "Juice" Ortiz dans la série Sons of Anarchy.

## Filmographie

### Cinéma

#### Longs métrages
- 2004 : Buds for Life de Gabriel Bologna : Teddy
- 2008 : Cloverfield de Matt Reeves : Antonio
- 2008 : Informers (The Informers) de Gregor Jordan : Spaz
- 2009 : Red Sands d'Alex Turner : Tino Hull
- 2009 : Kill Theory (en) de Chris Moore (en) : Carlos
- 2013 : Meth Head de Jane Clark : Carlos
- 2014 : Bad Hurt de Mark Kemble : Todd Kendall
- 2016 : Lowriders de Ricardo de Montreuil : Francisco "Ghost" Alvarez
- 2016 : When the Bough Breaks de Jon Cassar : Mike Mitchell
- 2019 : La Morsure du crotale (Rattlesnake) de Zak Hilditch : Billy
- 2019 : American Skin de Nate Parker : Officier Dominic Reyes
- 2020 : Army of the Dead de Zack Snyder : Burt Cummings
- 2020 : Ghosts of War d'Eric Bress : Kirk
- 2022 : Emily the Criminal de John Patton Ford : Youcef Haddad
- 2022 : Dear Zoe de Gren Wells : Nick DeNunzio
- 2022 : Vendetta de Jared Cohn : Rory Fetter
- 2022 : The Devil You Know de Charles Murray : Al Edwards
- 2022 : Escape the Field d'Emerson Moore : Tyler
- 2024 : Carry-On de Jaume Collet-Serra

#### Courts métrages
- 2004 : Missing in Action de Mike Capes et Eric Von Doymi : Larry
- 2009 : Safe de Howie Askins et Joe Wanjai Ross : Mike
- 2020 : The Shot d'Adan Canto : William H. Jeffries

### Télévision

#### Séries télévisées
- 2001 - 2002 : Boston Public : Brandon Webber
- 2002 : Malcolm : Senior
- 2004 : New York Police Blues (NYPD Blue) : Pete Amici
- 2004 : NIH : Alertes médicales (Medical Investigation) : Joe Vasquez
- 2004 : Mes plus belles années (American Dreams) : Bobby Santos
- 2005 : Blind Justice : Eric Fitzgerald
- 2005 : Veronica Mars : Norris
- 2006 : FBI : Portés disparus (Without a Trace) : Corey Williams
- 2006 : Lost : Les Disparus (Lost) : Sergent Buccelli
- 2006 : Heist : Vinny Momo
- 2006 : The Unit : Commando d'élite (The Unit) : Mike
- 2006 : Bones : Nick Arno
- 2006 : Jericho : Randy Payton
- 2007 : Shark : Danny Vargas
- 2007 : Las Vegas : Jason Scott
- 2007 : Grey's Anatomy : Stan Giamatti
- 2008 - 2014 : Sons of Anarchy : Juan Carlos "Juice" Ortiz
- 2009 : Terminator : Les Chroniques de Sarah Connor (Terminator : The Sarah Connor Chronicles) : Lieutenant Dietze
- 2009 : Les Experts : Miami (CSI : Miami) : Jimmy Castigan
- 2010 : Lie to Me : Agent Tressler
- 2012 : Hawaii 5-0 : Sal Painter
- 2012 : Alcatraz : Sonny Burnett
- 2013 : New York, unité spéciale (Law and Order : Special Victims Unit) : Enrique Rodriguez
- 2016 - 2018 : Luke Cage : Hernan "Shades" Alvarez
- 2021 : La Réalité en face (True Story) : Gene
- 2022 : Tales of the Jedi : Sénateur Larik (voix)
- 2024 : The Penguin : Dr Julian Rush

#### Téléfilms
- 2002 : Big Shot : Confession d'un bookmaker (Big Shot : Confessions of a Campus Bookie) d'Ernest R. Dickerson : Un homme
- 2003 : Le Défi (The Challenge) de Craig Shapiro : Anthony
- 2005 : House of the Dead 2 de Michael Hurst : Greg Berlin
- 2005 : Code Breakers de Rod Holcomb : Desantis
- 2006 : Miss Détective : La mémoire envolée (Jane Doe : Yes, I Remember It Well) d'Armand Mastroianni : Antonio Ruiz

## Distinctions

### Récompenses
- Sunscreen Film Festival West 2015 : Lauréat du Prix du Festival du meilleur film narratif pour Bad Hurt (2014).
- Sunscreen Film Festival West 2015 : Lauréat du Prix du Festival du meilleur film narratif pour Bad Hurt (2014) partagé avec Nick Koskoff (Producteur) et Emma Tillinger Koskoff (Productrice).